# アンテナ22
『アンテナ22』（アンテナにじゅうに）は、2005年10月17日から2006年9月11日まで日本テレビ系列で毎週月曜22:00 - 22:54に放送されていたドキュメンタリー系バラエティ番組である。

## 概要
前番組『スーパーテレビ情報最前線』をリニューアルし、社会的な内容や季節の観光、旬の人物などをドキュメントタッチで放送。番組ナビゲーターとして俳優の伊東四朗（本名：伊藤 輝男）と、プロデューサーのテリー伊藤（本名：伊藤 輝夫）の2人の「いとう てるお」を起用した（一刀両断ならぬいとう両断でそのテーマに肉薄するといった指向）。
番組タイトルロゴは「アンテナ」を黄色で、「22」を黒色でそれぞれ描き、さらに2と2の間に22時（＝夜10時）を指す時計の針をはめ込んだ。
福井放送では前番組『スーパーテレビ』の途中からと同様に引き続き日曜16時台での放送となっていた。また月曜21時台から特別版として放送する場合、同時フルネットとなることがあったのも『スーパーテレビ』の途中からと同様である（該当する回は後述の「今までの放送」の項を参照のこと。）。
2006年3月を最後に、『TIME21』（1987年4月から）以来19年間スポンサーとして参加してきたNECがスポンサーを離脱した。また、援助交際・売春などがテーマとして取り上げられる場合は、1分枠のスポンサーだったP&Gが提供クレジットを自粛することがあった。
通常版終了の翌週の2006年9月18日には「特別版」として、当時の総理大臣・小泉純一郎を題材にしたテレビドラマが放送された。
なお、前番組と同様、「24時間テレビ」放送翌日には、「24時間マラソン」のドキュメンタリーを放送した。

## 出演者
ナビゲーター
- 伊東四朗
- テリー伊藤

ナレーター
- 江守徹
- 槇大輔
- 新千恵子 ほか

## 放送リスト

### 2005年
- 10月17日：私が六本木のナンバーワン 実録!お水の花道
- 10月24日：お母さん、私…ドラッグ中毒です
- 10月31日：ヒットアーティストって…今 音楽業界が変わる
- 11月7日：新宿最強の色男軍団 実録!ホストの花道（前編）
- 11月14日：新宿最強の色男軍団 実録!ホストの花道（後編）
- 11月14日：柳本ジャパンに密着 女子バレーの選手って素敵!
- 11月28日：実録!美容整形 私が顔を変えるワケ
- 12月5日：私をフレンチに連れてって Paris Tokyo
- 12月12日：女刑事になりたいの 〜19歳!新米警察官物語〜
- 12月19日：★歌舞伎俳優って素敵! 独占密着…中村勘太郎&七之助（この回が福井放送で同時ネットされた最初の事例）

（11月21日は「ベストヒット歌謡祭2005」、12月26日は年末進行編成でそれぞれ放送休止）

### 2006年
- 1月9日：★アンテナ22特別版 新春ドキュメンタリードラマ・「告白」
- 1月16日：もう泣かないヨ…卓球愛ちゃん 素顔の17歳
- 1月23日：緊急放送・ライブドア堀江社長逮捕（※福井放送は予定していた内容が変更されたため、別番組に差し替え）
- 1月30日：実録!交通警察・闇の事件簿
- 2月6日：「実録 ナースのお仕事・救命センター新人奮闘記」（1月23日に放送予定だったが、この日に延期）
- 2月13日：「コンビニが大変だ!」あなたの知らない謎と不思議
- 2月20日：「銀座の女の生きる道」〜金とオトコと色恋と〜
- 2月27日：巨大病院…命の闘い「熱血!救命医師24時」
- 3月6日：めちゃ・モテCanCam「カリスマモデルの全て」
- 4月10日：★平成の皇室 お妃物語〜雅子さまと紀子さま、皇后・美智子さまの今〜
- 4月17日：実録!ホストの花道「新宿最強の色男軍団」
- 4月24日：「万引き常習犯を追え」女性Gメンの闘い
- 5月1日：人気ラーメン店&高級料亭の味「究極カップ麺誕生の舞台裏」
- 5月8日：両足のないお母さん「奇跡の子育て奮闘記」
- 5月15日：「真夜中の新宿2丁目」自由奔放な魅惑の街
- 5月22日：実録!深夜の事件簿「麻薬Gメン 激闘365日」
- 5月29日：カラダをはった仕事を選んだ女たち
- 6月5日：行列の先に極上の味!「超人気!回転すし戦争」
- 6月12日：実録 渋谷ギャルサー物語
- 6月26日：実録!真夜中の少女たち 誰か私を助けに来て…
- 7月10日：★決意の美容整形! 顔を変えたい女たち
- 7月24日：凶悪犯を追え! 犯罪捜査最前線
- 7月31日：「密着 横峯さくら」 二十歳の旅立ち
- 8月21日：潜入！海上自衛隊 新人パイロット物語
- 8月28日：8月26日から8月27日まで放送された、『24時間テレビ』100kmマラソン（2006年度はアンガールズ）のドキュメントを放送（この流れは、前身の『スーパーテレビ』から続いている）。
- 9月2日：アンテナ22特別版 萌える街！あなたの知らない秋葉原（メイド喫茶(＠ほぉ〜むcafe)、グラビアイドル、ラブドール、AKB48、男性歌手など）
- 9月4日：真夏の湘南事件簿
- 9月11日：ウクライナから来た天使（通常版はこの回で放送終了）
- 9月18日：★アンテナ22特別版 特別ドラマスペシャル・総理大臣 小泉純一郎

（★＝福井放送でも同時ネットをした回（各年度共通））
『スーパーテレビ』時代からの正統派ドキュメンタリーを放送する回はことごとく低視聴率であったが、「ホストの花道」や「真夜中の新宿2丁目」「カラダを張った仕事を選んだ女たち」などといった、比較的アウトローな話題（裏社会）を扱う回は12〜14％程度の安定した視聴率を取っていた。
2006年5月15日にホモフォビア的表現のドキュメントを放送。5月17日の国際反ホモフォビア・デー（IDAHO）に同性愛の団体から「ホモフォビア啓蒙番組だ!」と抗議され、日本テレビ総務部長に当該番組における表現への抗議と要望書が提出された。

## スタッフ
- 構成：田代裕
- TM：新名大作
- 美術：磯村英俊、中原晃一
- TK：長坂真由美
- スタジオ音効：古野達生
- スタジオディレクター：田代佳弘、石井志知、上田知洋、小笠原みさき
- スタジオ演出：佐藤公彦、谷口欽也／長谷川勉、下村忠文
- プロデュース補：島田美帆
- プロデューサー：実成俊也 ほか
- チーフプロデューサー：袴田直希→後藤東
- 協力：オルテ企画、ロコモーション
- 制作協力：ViViA、CoCoLo、日テレ映像センター、ノスコ、ホールマン、LUCAS、One's One（週替り／五十音順）
- 製作著作：日本テレビ放送網

## エンディングテーマ
- 増田恵子『奇蹟の花』（番組開始 - 2006年3月）
- FOOT STAMP『戦う風』（2006年4月 - 番組終了）

## 特別版テレビドラマ『告白』
2006年1月9日の21:30 - 23:39（JST）にて放送。北朝鮮拉致事件を、チャールズ・ジェンキンスの視点による手記から描いたドキュメンタリードラマ。視聴率は14.3%（ビデオリサーチ調べ・関東地区）だった。このドラマの放送直後の日本テレビのニュース番組で、総理大臣がチャールズ・ジェンキンス氏の身柄を保証するという確約を出したというこのドラマの内容にも関連するニュースが流れた。

### キャスト
- 曽我ひとみ：桜井幸子
- チャールズ・ジェンキンス：ジュールズ・ヘルム（吹き替え：石田純一）
- 横田めぐみ：江川有未
- 有本恵子：西村いづみ
- 小泉純一郎：清水章吾
- 斉木昭隆：永島敏行
- 美花：響美

### スタッフ
- 原作：チャールズ・ジェンキンス「告白」
- 脚本・演出：若林愛美
- プロデューサー：木下黄太
- チーフプロデューサー：袴田直希
- 主題歌：川嶋あい『「さよなら」「ありがとう」〜たった一つの場所〜』

## 特別版 総理大臣小泉純一郎 歴史に残る2000日
2006年9月18日放送。2部構成であった。1部は、小泉政権2000日のうち、大きな5つの謎となった「政権誕生の謎」「郵政民営化解散の謎」「訪朝の謎」などに迫る再現ドラマ。2部は、汐留S2スタジオから生放送で、当時のポスト小泉候補であった安倍晋三、麻生太郎、谷垣禎一の3名に質問をぶつけた。視聴率は12.1%（ビデオリサーチ調べ・関東地区）だった。

### キャスト
- 小泉純一郎：岩城滉一
- 田中真紀子：朝加真由美
- 亀井静香：竜雷太
- 森喜朗：綿引勝彦
- 武部勤：黒部進
- 安倍晋三：中根徹
- 平沢勝栄：浜田光夫
- 田中均：辰巳琢郎

日本テレビ政治部
- 菅谷武士（政治部部長）：大友康平
- 佐久間孝則（デスク）：津田寛治
- 加地裕子（キャップ）：大塚寧々
- 杉山順次（キャップ）：安居剣一郎
- 吉澤由美子（政治部新人記者）：肘井美佳

ほか